# Rolando Morán
Comandante Rolando Morán (Quetzaltenango, 29 december 1929 - Guatemala-Stad, 11 september 1998) was een Guatemalteeks guerrillaleider. Zijn werkelijke naam was Ricardo Arnoldo Ramírez de León.
Morán studeerde rechtsgeleerdheid aan de San Carlos-universiteit en sloot zich aan bij de Communistische Partij van Guatemala (PCG). Hij bevriendde Che Guevara tijdens diens bezoek aan Guatemala. Morán raakte betrokken in het verzet tegen de verschillende militaire regeringen na de staatsgreep van 1954 waarbij de sociaaldemocraat Jacobo Arbenz uit het zadel werd gestoten. Hij was in 1972 een van de oprichters van het Guerrillaleger van de Armen (EGP), en stond aan de basis van de oprichting van de Guatemalteekse Nationale Revolutionaire Eenheid (URNG) tien jaar later, een samenvoeging van het EGP met drie andere gewapende bewegingen.
Na het schrikbewind van president Efraín Ríos Montt, die een anti-guerrillacampagne voerde waar vooral de Mayabevolking het slachtoffer van werd in het begin van de jaren 80 besloot Morán dat het beter was een vreedzame oplossing van het conflict na te jagen. In 1996 tekende hij na jarenlange onderhandelingen met de Guatemalteekse regering het akkoord van vaste en duurzame vrede met president Álvaro Arzú. Arzú en Morán wonnen dat jaar de Félix Houphouët-Boigny-Vredesprijs van de UNESCO.
Morán bleef leider van de URNG, nu opgevormd tot politieke partij, tot zijn dood in 1998.